# Militaire landschappen van Maratha
De Militaire landschappen van Maratha betreffen twaalf grote vestingwerken, Salher, Shivneri Fort, Lohagad, Khanderi, Raigad Fort, Rajgad Fort, Pratapgad, Suvarnadurg, Panhala Fort, Vijaydurg Fort, Sindhudurg Fort, alle in de staat Maharashtra en Gingee Fort in Tamil Nadu. Deze forten werden sinds het tijdperk van Shivaji tussen het einde van de 17e eeuw en het begin van de 19e eeuw gebouwd, aangepast of uitgebreid door de Maratha's. Maharashtra heeft meer dan 390 forten, waarvan er slechts 11 forten zijn geselecteerd voor deze lijst. Deze forten strekken zich uit over de diverse topografieën van het Sahyadrigebergte, het Hoogland van Dekan, de Konkankust en de Oost-Ghats. Strategisch gelegen op kust- en bergachtig terrein, vormden ze een complex verdedigingssysteem ter ondersteuning van de militaire dominantie van de Maratha, handelsbescherming en territoriale controle. Dit netwerk speelde een sleutelrol in de opkomst van de Maratha's als een belangrijke politieke en militaire macht.
De archeologische vindplaatsen werden in 2021 toegevoegd aan de tentatieve werelderfgoedlijst en in juli 2025 tijdens de 47e sessie van de Commissie voor het Werelderfgoed in Parijs erkend als UNESCO cultureel werelderfgoed en onder de titel "Militaire landschappen van Maratha" aan de werelderfgoedlijst toegevoegd.